# District de Kargaly
Le district de Kargaly (kazakh : Қарғалы ауданы) est un district de l’oblys d'Aktioubé au Kazakhstan.  

## Géographie
Le centre administratif du district est la ville de Badamsha.

## Démographie
La population est de 16 741 habitants en 2013. 